# Nationale Universiteit van Seoul
De Nationale universiteit van Seoel (Koreaans: 서울대학교) is een universiteit in Seoel, Zuid-Korea. De universiteit werd opgericht in 1946 en geldt als de meest prestigieuze in het land.
De hoofdcampus van de universiteit is gelegen in het district Gwanak-gu. Ook heeft de universiteit twee kleinere campussen. Een in de wijk Daehangno, net als de hoofdcampus gelegen in Seoul en een in Pyeongchang, gelegen in het noordoosten van Zuid-Korea.
In de QS World University Rankings van 2020 staat de Nationale Universiteit van Seoul wereldwijd op een 37e plaats, waarmee het de hoogst gewaardeerde universiteit van Zuid-Korea is.